# Medolla
Medolla is een gemeente in de Italiaanse provincie Modena (regio Emilia-Romagna) en telt 5901 inwoners (31-12-2004). De oppervlakte bedraagt 26,8 km², de bevolkingsdichtheid is 214 inwoners per km².
De volgende frazioni maken deel uit van de gemeente: Bruino, Camurana, Malcantone, Montalbano, Villafranca.

## Demografie
Medolla telt ongeveer 2322 huishoudens. Het aantal inwoners steeg in de periode 1991-2001 met 1,7% volgens cijfers uit de tienjaarlijkse volkstellingen van ISTAT.
| Jaar | Inwoneraantal |
| ---- | ------------- |
| 1991 | 5481          |
| 2001 | 5573          |

## Geografie
De gemeente ligt op ongeveer 22 m boven zeeniveau.
Medolla grenst aan de volgende gemeenten: Bomporto, Camposanto, Cavezzo, Mirandola, San Felice sul Panaro, San Prospero.